# Università popolare

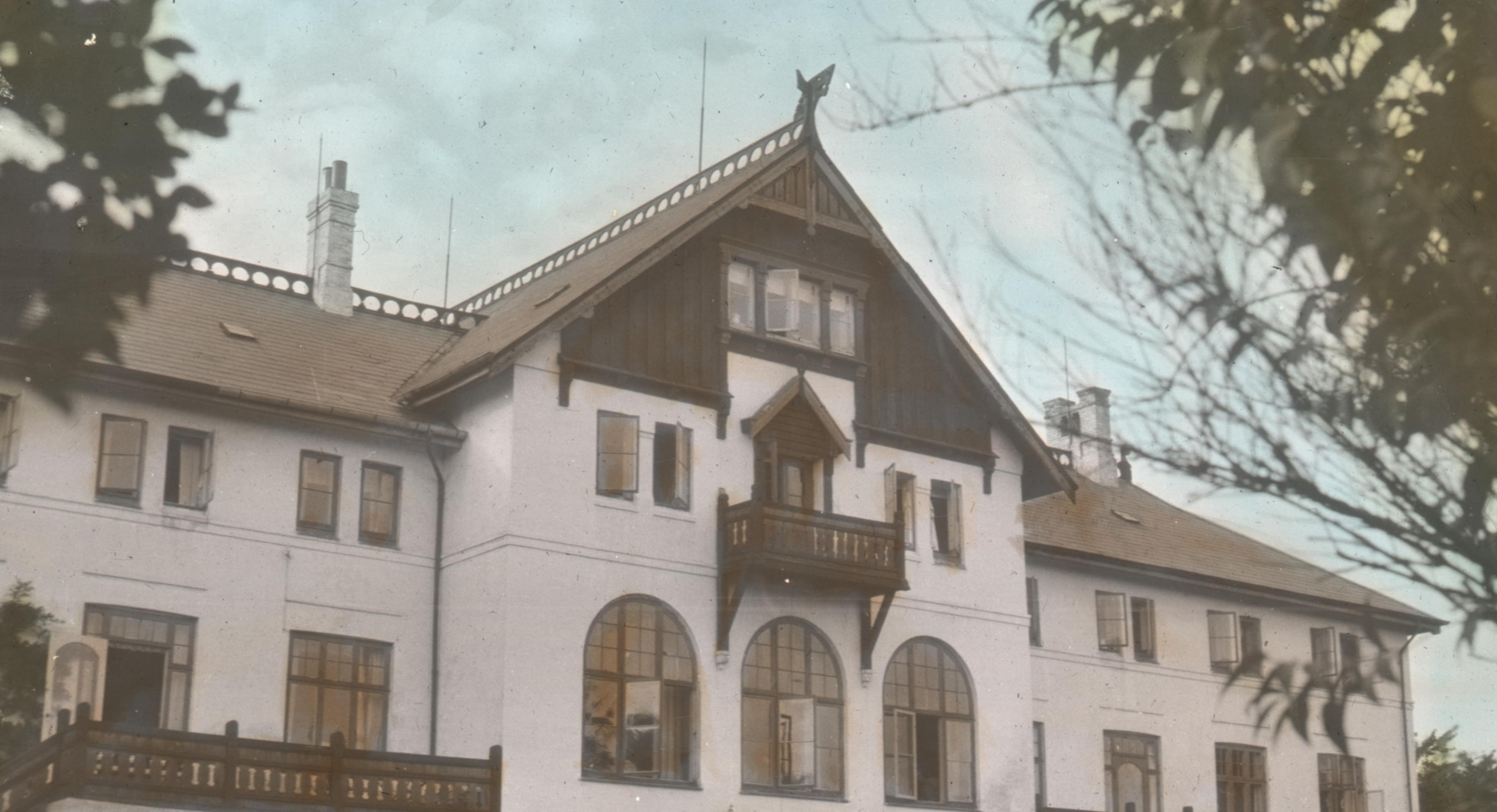
Università popolare "Grundtvig" di Lyngby, Danimarca

L'università popolare è un'istituzione generalmente privata che giuridicamente si propone come associazione di promozione sociale o di volontariato.

## Storia
Le università popolari sono istituti che si diffusero a partire dall'Ottocento in tutta l'Europa. I principi ispiratori di tali enti, in tutto il continente, furono quelli di fare avvicinare alla cultura tutti i ceti sociali, specialmente quelli più emarginati (donde appunto il termine popolare che spesso figura nelle denominazioni di tali enti). In questa azione sociale operarono soprattutto membri del movimento socialista e i sindacalisti, ma in seguito questi principi furono affermati da tutti gli spiriti democratici e liberali. Sul movimento delle università popolari esiste una vasta letteratura dalle origini del fenomeno fino ai giorni nostri.

## Nel mondo

### Italia
Le università popolari nacquero in Italia tra il 1900 e 1901 ad opera del Partito Socialista Italiano e dei sindacati, seguendo gli esempi già attivi nel XIX secolo in Danimarca e Svezia, e sul finire dello stesso secolo in Inghilterra. La diffusione fu rapida in Italia come lo fu contemporaneamente in tutta Europa. Nacquero nelle maggiori città, nelle città di provincia, ma anche in piccoli comuni di tutta Italia (come dimostra la sottostante bibliografia). Alla base di quel movimento vi era l'idea di diffondere l'istruzione tra il popolo per mezzo di conferenze, dibattiti, distribuzione di opuscoli e libri.
Fondamentale fu in tal senso l'apporto della rivista quindicinale L'Università Popolare, fondata da Luigi Molinari (1866-1918) a Mantova nel 1901 e poi trasferita a Milano; qui Molinari diresse fino al 1918, con pubblicazioni periodiche, l'Università Popolare Milanese. Altrettanto fondamentale fu l'apporto fornito dal linguista e indologo Francesco Lorenzo Pullè (1850-1934), che organizzò a Milano nel 1906 il I Congresso internazionale delle Opere di educazione popolare, a cui partecipò un buon numero delle circa 70 università popolari allora operanti in Italia.
Nel 1908 Pullè partecipò a Parigi al II Congresso internazionale e costituì, insieme alla consorelle europee, la Confederazione Internazionale delle Università Popolari, di cui gli fu affidata la presidenza per i meriti nel frattempo acquisiti. Le vecchie università popolari ripresero vita nel dopoguerra dopo la caduta del fascismo che le aveva chiuse o inglobate. In seguito sorsero e si svilupparono altre istituzioni culturali che assunsero denominazioni differenti, come ad esempio l'Unitre - Università della Terza Età.

#### Riconoscimento giuridico
Le università popolari, in Italia, sono generalmente associazioni private, che possono (eventualmente) interagire con le università di Stato per il rilascio di crediti formativi (CFU). Bisogna comunque sottolineare che soltanto le università statali (o legalmente riconosciute) possono rilasciare titoli accademici. 
Chi è esterno a queste strutture, come le università popolari, può stipulare convenzioni affinché gli attestati di corsi esterni al percorso accademico ufficiale possano valere quale Credito Formativo Universitario, e ciò dipenderà dal deliberato del relativo Consiglio di Corso di Laurea. È inoltre possibile collaborare con un Ateneo stipulando una convenzione mirata alla realizzazione di Master Universitari, o di percorsi di Alta Formazione; sarà comunque sempre un regolare Bando Rettorale a conferire valore legale al titolo.
Da ciò deriva necessariamente che un corso di studi (anche se di alta qualità) non può essere definito Master (né tantomeno così pubblicizzato) se non è bandito da un Rettorato universitario. Senza dubbio nel panorama italiano un ruolo fondamentale è svolto dalla Confederazione Nazionale delle Università Popolari Italiane (CNUPI), fondata nel 1982 e riconosciuta come ente dotato di personalità giuridica privata dal Ministero dell'università e della ricerca scientifica e tecnologica con apposito decreto del 21 maggio 1991, e l'UNIEDA (Unione Italiana di Educazione degli Adulti) con sede a Roma, che fanno entrambe parte dell'EAEA (European Association for the Education of Adults).
In particolare l'UNIEDA, fondata nel 1998 come FIPEC (Federazione Italiana per l'Educazione Continua), rientra tra le associazioni nazionali di promozione sociale, ai sensi della legge 7 dicembre 2000 n. 383 (Disciplina delle associazioni di promozione sociale). Diverse università popolari dal 1984 sono qualificate come Istituti di Cultura Generale riconosciuti dal Ministero dei beni culturali. Alcune di esse hanno poi avuto particolari riconoscimenti, ad esempio il 2 giugno 1977 il Presidente della repubblica conferì all'Università Popolare di Trieste il Diploma di 1ª classe con Medaglia d'oro ai Benemeriti della scuola della cultura e dell'arte, e il 15 dicembre 1992 all'Università Popolare di Biella. Nel 2012 Il Presidente dell'India Shri Pranab Kumar Mukherjee ha consegnato la medaglia d'oro al fondatore e presidente dell'UniPSI - Università Popolare degli Studi Indovedici di Ponsacco per il contributo, attraverso l'istituto culturale, alla divulgazione nel mondo della conoscenza dei veda per il miglioramento e il benessere dell'umanità.

#### Attività
Nelle università popolari è possibile studiare un'ampia gamma di materie, dal latino alla psicologia, dall'inglese al disegno, dalla filosofia alla storia e le scienze olistiche. Esse sono rivolte prevalentemente alla popolazione adulta.
In Italia la più grande università popolare è l'Università Popolare di Roma (UPTER): nata nel 1987, ha raggiunto i 30.000 iscritti nel 2006. Oltre ai corsi, organizza viaggi, visite culturali, concerti e altre attività culturali e sportive che promuovono socialità e formazione. Il Campus più grande per le attività in presenza è invece in Toscana in provincia di Pisa, dove ha sede il C.S.B. - UniPSI - Università Popolare degli Studi Indovedici. Il campus si sviluppa in oltre 2000 mq distribuiti in tre edifici con aule didattiche, aula magna, mensa e guesthouse con 40 posti letto per gli studenti ed è sede distaccata in Italia della Dev Sanskriti University di Haridwar con cui UniPSI ha una partnerships.
In Lombardia è stata istituita anche l'Università Popolare di Milano; in Veneto si trova invece l'Università Popolare di Mestre.

#### Validità degli attestati rilasciati
Le università popolari, a differenza delle Università di Stato (o di quelle dallo Stato legalmente riconosciute) non possono rilasciare titoli accademici, né tantomeno i loro attestati hanno un intrinseco valore legale, come confermato dalla stessa CNUPI nel proprio sito web ufficiale.
Nel sistema giuridico italiano, infatti, soltanto le Università statali (o legalmente riconosciute) possono rilasciare titoli accademici.
Diverse università popolari sono accreditate come enti di formazione presso la Regione di appartenenza o presso il Ministero dell'università e della ricerca scientifica e tecnologica. In tal caso, sono abilitate a organizzare e gestire specifici corsi valutabili anche come CFU a discrezione delle università, ovvero corsi con il rilascio di un attestato finale valutabile nei casi previsti dalla legge.